# 三重高虎B.C
三重高虎B.C（みえたかとらベースボールクラブ）は、本拠地は三重県津市に本拠地を置き、日本野球連盟に加盟している社会人野球のクラブチームである。
チーム名は、地元伊勢・津藩の初代藩主である戦国武将の藤堂高虎にちなむ。

## 概要
元プロ野球選手（元：阪神タイガース）の松下立美が2005年に創設し、翌2006年にクラブチーム三重高虎ベースボールクラブとして日本野球連盟に加盟した。
2013年、第38回全日本クラブ野球選手権大会の1次予選である三重県大会で初めて優勝するが、2次予選の東海地区予選では準優勝に終わり、本選出場は果たせなかった。 
2017年、チーム名を三重高虎B.Cに改称した。
2022年、三重県内初の女子野球チームとなる「三重高虎B.C Ladies」（みえたかとらベースボールクラブ レディース）を発足した。

## 主要大会の出場歴・最高成績
- ナショナルクラブベースボールシリーズ：出場1回

## 元プロ野球選手の競技者登録
- 森一馬（元：KBOリーグ・ロッテ・ジャイアンツ） - 投手 → 退団